# Återstoden av dagen (film)
Återstoden av dagen (engelska: The Remains of the Day) är en brittisk dramafilm från 1993 i regi av James Ivory. Filmen är baserad på Kazuo Ishiguros roman med samma namn från 1989. I huvudrollerna ses Anthony Hopkins och Emma Thompson, med James Fox, Christopher Reeve och Hugh Grant i några av birollerna.
Filmen blev en kritiker- och kassasuccé och den nominerades till åtta Oscars, bland annat för bästa film, bästa manliga huvudroll (Hopkins), bästa skådespelerska (Thompson) och bästa anpassade manus (Ruth Prawer Jhabvala). 1999 rankade British Film Institute Återstoden av dagen som den 64:e bästa brittiska filmen under 1900-talet.

## Handling
I efterkrigstidens Storbritannien 1958 får Stevens, butlern på Darlington Hall, ett brev från den före detta hushållerskan Miss Kenton, nu Mrs. Benn. Deras tidigare arbetsgivare, earlen av Darlington, har dött som en bruten man, hans rykte hade förstörts av hans stöd till Nazityskland före andra världskriget, och hans ståtliga lantställe har sålts till den pensionerade amerikanska kongressledamoten Jack Lewis. Efter att ha fått låna Lewis Daimler ger sig Stevens av till West Country för att träffa Miss Kenton för första gången på årtionden.
På 1930-talet anländer Kenton till Darlington Hall, där den ständigt effektive men djupt undertryckte Stevens hämtar hela sin identitet från sitt yrke. Han bråkar med den varmare, viljestarke Kenton, särskilt när han vägrar erkänna att hans far, som nu är underbutler, inte längre kan utföra sina plikter. Stevens visar total professionalism och fortsätter med sina åtaganden även när hans far ligger döende under Darlingtons konferens med likasinnade fascistsympatiserande brittiska och europeiska aristokrater. Närvarande är också den amerikanske kongressledamoten Lewis, som förmanar "gentlemannapolitikerna" som klåfingriga amatörer, och ger rådet att "Europa har blivit realpolitikens arena" och varnar för en förestående katastrof. Darlington utsätts för nazisternas raslagar och får Stevens att avskeda två nyanställda tysk-judiska hembiträden. Kenton hotar att säga upp sig men har ingenstans att ta vägen, och en ångerfull Darlington kan senare inte återanställa hembiträdena. På en annan konferens är Stevens oförmögen att svara på en aristokratisk gästs frågor om global handel och politik, vilket aristokraten hävdar visar på de lägre klassernas okunnighet och oförmåga att styra sig själva.
Relationen mellan Stevens och Kenton tinar upp och hon visar tydligt sina känslor för honom. Men den utåt sett distanserade Stevens förblir helt hängiven sin roll som butler. Hon kommer på honom med att läsa en billig kärleksroman, som han förklarar är för att förbättra sitt ordförråd, och ber henne att inte inkräkta på hans privatliv igen. Lord Darlingtons gudson, journalisten Reginald Cardinal, anländer samma dag som ett hemligt möte äger rum i Darlington Hall mellan den brittiske premiärministern Neville Chamberlain och den tyske ambassadören Joachim von Ribbentrop. Förfärad över sin gudfars roll i att försöka blidka Nazityskland berättar Cardinal för Stevens att Darlington utnyttjas av nazisterna, men Stevens känner att det inte är hans sak att döma sin arbetsgivare. Kenton inleder ett förhållande med sin före detta arbetskamrat Tom Benn och accepterar hans frieri. Hon informerar Stevens som ett ultimatum, men han vill inte erkänna sina känslor och gratulerar bara. När han hittar henne gråtande är hans enda reaktion att påkalla hennes uppmärksamhet på en försummad hushållssyssla, och hon lämnar Darlington Hall innan andra världskriget bryter ut.
På väg till mötet med Kenton 1958 misstas Stevens för en gentleman på en pub. Doktor Carlisle, en lokal allmänläkare, hjälper honom att tanka Daimler, drar slutsatsen att han faktiskt är en tjänare och frågar vad han tycker om Lord Darlingtons handlingar. Till en början förnekade Stevens att han ens hade träffat honom, men erkänner senare att han tjänat och respekterat honom, och noterar att Darlington senare erkände att hans nazistiska sympatier hade varit missriktade och naiva. Stevens berättar för Carlisle att även om Lord Darlington inte kunde rätta till sitt misstag, så försöker han rätta till sitt eget. Stevens träffar Kenton, som har separerat från sin man och bor på ett pensionat vid kusten. Hon och Stevens diskuterar hur Lord Darlington dog av ett brustet hjärta efter att ha stämt en tidning för förtal, förlorat stämningen och sitt rykte. Stevens nämner att Cardinal dödades i kriget. Kenton avböjer att återuppta sin tjänst på Darlington Hall, eftersom hon vill vara nära sin gravida dotter och, trots år av olycklighet, funderar hon på att återvända till sin man. Stevens antar att de kanske aldrig kommer att träffas igen, och de skiljs åt med förtjusning men är båda tyst upprörda, och Kenton synbart gråtfärdig när hennes buss kör iväg. Stevens återvänder till Darlington Hall, där Lewis frågar om han kommer ihåg vad han sa på konferensen på 30-talet. Stevens svarar att han var för upptagen med att tjäna för att lyssna på talen. En duva flyger in i eldstaden från skorstenen, och Lewis fångar den och släpper den fri. Stevens iakttar fågeln när den flyger iväg och lämnar Darlington Hall långt bakom sig.

## Rollista i urval
- Anthony Hopkins – Mr. James Stevens
- Emma Thompson – Miss Sarah "Sally" Kenton
- James Fox – Lord Darlington
- Christopher Reeve – Jack Lewis, amerikansk kongressman
- Peter Vaughan – Mr William Stevens ("Mr Stevens, Sr")
- Hugh Grant – Reginald Cardinal (Lord Darlingtons gudson)
- John Haycraft – auktionsförrättare
- Caroline Hunt – hyresvärdinna
- Michael Lonsdale – Dupont d'Ivry
- Paula Jacobs – Mrs Mortimer
- Ben Chaplin – Charlie
- Steve Dibben – George (footman no. 2)
- Abigail Harrison – husa
- Rupert Vansittart – Sir Geoffrey Wren
- Patrick Godfrey – Spencer
- Peter Halliday – Canon Tufnell
- Peter Cellier – Sir Leonard Bax
- Frank Shelley – premiärminister
- Peter Eyre – Lord Halifax
- Terence Bayler – Trimmer
- Hugh Sweetman – diskare
- Tony Aitken – postmästare
- Emma Lewis – Elsa
- Joanna Joseph – Irma
- Tim Pigott-Smith – Tom Benn
- Lena Headey – Lizzie
- Pip Torrens – doktor Carl

## Om filmen
En filmatisering av romanen var ursprungligen planerad att regisseras av Mike Nichols efter ett manus av Harold Pinter med en beräknad budget på 26 miljoner dollar. Meryl Streeps dåvarande agent Sam Cohn och regissören sålde in henne i rollen som Miss Kenton. Både Streep och Jeremy Irons läste för Nichols, men filmskaparen valde att inte ge dem roller som senare fylldes av Emma Thompson (tio år yngre än Meryl) och Anthony Hopkins (tjugo år äldre än Emma). Cohn, som också var Nichols agent, gjorde det inte klart för Meryl att hon inte längre var en kandidat för Miss Kenton, hon fick veta först senare, efter att ha läst om Thompsons rollbesättning. Kort därefter skapade Streep rubriker efter att hon sparkat sin mångåriga östkustagent och skrivit på för den rivaliserande agenten Bryan Lourd på den mäktiga Creative Artists Agency. James Ivory hade intresserat sig för boken och tillsammans med sin producentpartner Ismail Merchant planerade han att göra filmen för 11,5 miljoner dollar. En del av Pinters manus användes i filmen, men även om Pinter fick betalt för sitt arbete bad han om att få sitt namn borttaget från eftertexterna, i enlighet med sitt kontrakt. Christopher C. Hudgins sade: "Under vår intervju 1994 sa Pinter till [Steven H.] Gale och mig att han hade lärt sig sin läxa efter de revideringar som påtvingades hans manus till Mardrömmen, som han har bestämt sig för att inte publicera. När hans manus till Återstoden av dagen radikalt reviderades av James Ivory-Ismail Merchant Partnership, vägrade han att tillåta att hans namn listades i eftertexterna" (125).
Musiken spelades in i Windmill Lane Studios i Dublin.

### Inspelning

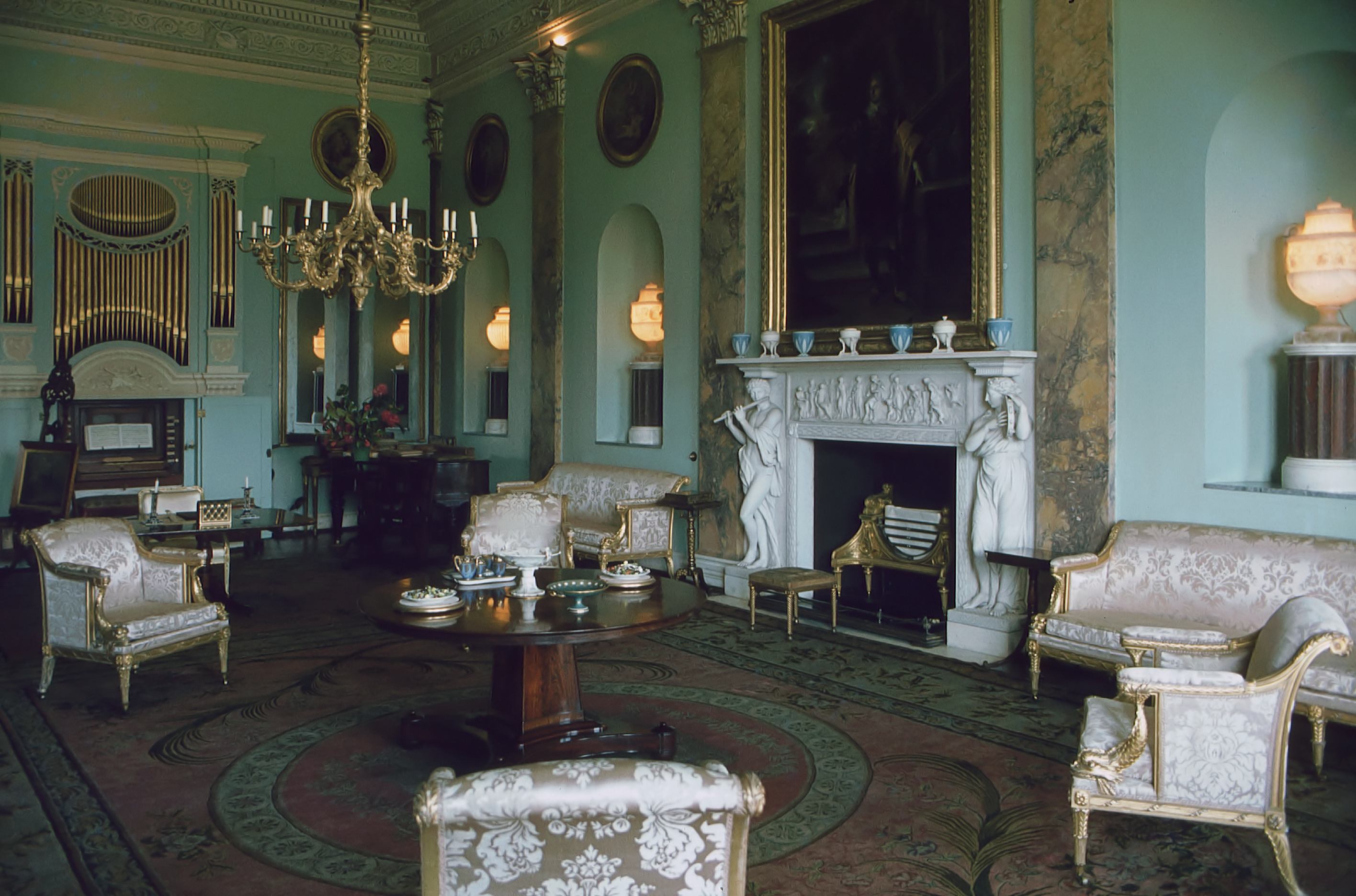
Musikrummet i Powderham Castle 1983

Ett antal engelska lantegendomar användes som inspelningsplatser för filmen, delvis tack vare Ismail Merchants övertalningsförmåga, som lyckades övertala produktionen att få låna hus som normalt inte var öppna för allmänheten. Bland dem fanns Dyrham Park för utsidan av huset och uppfarten, Powderham Castle (trappa, hall, musikrum, sovrum; som användes för de aqua-turkosa trappscenerna), Corsham Court (bibliotek och matsal) och Badminton House (tjänarbostäder, vinterträdgård, entréhall). Scenografen Luciana Arrighi rekognoscerade de flesta av dessa platser. Scener spelades också in i Weston-super-Mare, som ersatte Clevedon. Puben där Mr Stevens bor är Hop Pole i Limpley Stoke; butiken som visas är också i Limpley Stoke. Puben där Miss Kenton och Mr Benn träffas är The George Inn i Norton St Philip.

### Karaktärer
Karaktären Sir Geoffrey Wren är löst baserad på Sir Oswald Mosley, en brittisk fascist som var aktiv på 1930-talet. Wren porträtteras som en strikt vegetarian, precis som Hitler. Den 3:e viscount Halifax (som senare blev 1:e earl av Halifax) är också med i filmen. Lord Darlington berättar för Stevens att Halifax godkände poleringen på silvret, och Lord Halifax själv dyker senare upp när Darlington i hemlighet träffar den tyske ambassadören och hans medhjälpare på natten. Halifax var huvudarkitekten bakom den brittiska eftergiftspolitiken från 1937 till 1939. Av en slump föddes Halifax på Powderham Castle (ovan). Karaktären kongressledamoten Jack Lewis i filmen är en sammansättning av två separata amerikanska karaktärer i Kazuo Ishiguros roman: senator Lewis (som deltar i konferensen före andra världskriget i Darlington Hall) och Mr Farraday, som efterträder Lord Darlington som ägare av Darlington Hall.